# محمد البغدادي (لاعب)
محمد البغدادي هو لاعب كرة قدم ألماني من أصل لبناني في مركز الجناح ولد في يوم 30 أكتوبر 1996 في مدينة هانوفر في ألمانيا، يلعب حالياً مع نادي بريستول روفرز في الدوري الإنجليزي الدرجة الأولى، وسبق له اللعب مع نادي إنتراخت براونتشفيغ ودونكاستر تاون وبول تاون وويستون سوبر ماير، يبلغ طوله 179 سم.

## روابط خارجية
- محمد البغدادي على موقع قاعدة بيانات كرة القدم.إي يو (الإنجليزية)
- محمد البغدادي على موقع بيانات كرة القدم. دي إي (الألمانية)
- محمد البغدادي على موقع Soccerway.com (الإنجليزية)
- محمد البغدادي على موقع عالم كرة القدم.نت (الإنجليزية)